# Moyock
Moyock /ˈmoʊjɒk/ è un'area non incorporata e census-designated place (CDP) nella contea di Currituck, Carolina del Nord, Stati Uniti. Il nome ha origine in una lingua nativa americana, e significa "il posto della quercia su un sentiero." Secondo il censimento del 2020 aveva una popolazione di 5.154 abitanti.

## Geografia
Moyock si trova sulla North Carolina Highway 168 appena a sud del confine di stato della Virginia . La comunità si trova alla fine della strada a pedaggio della Chesapeake Expressway e dista solo 25 miglia (40 km) a sud del centro di Norfolk, Virginia, ed è vicino sia all'Elizabeth City che agli Outer Banks. Per questo motivo, si vede un aumento dello sviluppo residenziale. La NC 168 conduce a sud-est 11 miglia (18 km) a Currituck, il capoluogo della contea.

## Storia
Secondo la tradizione locale, Moyock fu un villaggio nativo americano che usava la canoa e un ruscello come modo di trasporto principale. Intorno al 1800 il ruscello diventò un porto per il trasporto delle lastre di cipresso, quindi il ruscello è il porto vengono conosciuto come "Shingle Landing". Questo nome viene usato anche per la communità fino al 1857, quando un ufficio posto fu costruito e "Moyock" fu scelto come nome ufficiale.